# Peći (Srebrenica)
Pour les articles homonymes, voir Peći.
Peći (en serbe cyrillique : Пећи) est un village de Bosnie-Herzégovine. Il est situé dans la municipalité de Srebrenica et dans la république serbe de Bosnie. Selon les premiers résultats du recensement bosnien de 2013, il compte 117 habitants.

## Géographie
Peći est situé sur les bords de la Drina.

## Démographie

### Répartition de la population par nationalités (1991)
En 1991, le village comptait 572 habitants, répartis de la manière suivante :